# Condado de Carter (Tennessee)
El condado de Carter (en inglés: Carter County, Tennessee), fundado en 1796, es uno de los 95 condados del estado estadounidense de Tennessee. En el año 2000 tenía una población de 56.742 habitantes con una densidad poblacional de 64 personas por km². La sede del condado es Elizabethton.

## Geografía
Según la Oficina del Censo, el condado tiene un área total de 901 km² (347,9 mi²), de la cual 883 km² (340,9 mi²) es tierra y 18 km² (6,9 mi²) es agua.
Los límites del Condado de Cárter con el Condado de Sullivan se define como la cordillera de las Montañas Holston.

### Condados adyacentes
- Condado de Sullivan norte
- Condado de Johnson noreste
- Condado de Avery sureste
- Condado de Mitchell sur
- Condado de Unicoi suroeste
- Condado de Washington oeste

## Demografía
En el 2000 la renta per cápita promedia del condado era de $27,371, y el ingreso promedio para una familia era de $33,825. El ingreso per cápita para el condado era de $14,678. En 2000 los hombres tenían un ingreso per cápita de $26,394 contra $19,687 para las mujeres. Alrededor del 16.90% de la población estaba bajo el umbral de pobreza nacional.

## Lugares

### Ciudades y pueblos
- Elizabethton
- Johnson City
- Watauga